# دوره هفتم مجلس نمایندگان افغانستان
دوره هفتم مجلس نمایندگان افغانستان در سال ۱۳۲۸ با عضویت ۱۶۶ نماینده از سراسر کشور گشایش یافت و در سال ۱۳۳۰ این دوره مجلس به پایان رسید.

## اقدامات
این دوره مجلس شاهد تحولات عمیق اجتماعی و سیاسی بود. در این دوره مجلس جنبش‌های روشنفکری شکل گرفت از جمله این اقدامات حضور اعضای نمایندگان حزب ویش زلمیان به پارلمان بود. قشر روشنفکری که به پارلمان راه یافته بودند تلاش‌های زیادی را در تطبیق عمده اصول دموکراسی، اصلاح و تکمیل قانون اساسی، ایجاد قانون جدید انتخابات دموکراتیک شورای ملی، تفکیک قوای سه‌گانه (اجرائیه، مقننه، قضائیه)، تشکیل احزاب و سازمان‌های سیاسی، طرق رشد آزادی مطبوعات، منع بیگاری، منع انحصار بانکی، ایجاد بانک زراعتی و کوپراتیف‌های دهقانی و رشد سطح تولیدات، تحکیم وحدت ملی و از بین بردن برتری‌ها و امتیازات غیرقانونی و تطبیق اصول برادری و برابری انجام دادند. هرچند این اقدامات با ممانعت شدید دولت و نمایندگان گروه محافظه‌کار روبرو می‌شد، اما گام‌های عملی در جهت ایجاد قانون مطبوعات برداشت و دولت را واداشت تا در زمینه تفکیک قوای سه‌گانه و تبدیل شورای مشورتی به یک ارگان واقعی قانون‌گذاری تصمیم بگیرد.

### اجرات تقنینی
- الغا بعضی اصولنامه‌ها
- تصویب یک سلسله قراردادها و معاهدات.

### کمیسیون‌ها
- انجمن دفاع ملی
- انجمن مخابرات
- انجمن امور خارجه
- انجمن امور معادن
- انجمن تدوین و تدقیق قوانین
- انجمن سرحدات (مرزها)
- انجمن معارف
- انجمن صحیه
- انجمن فواید عامه
- انجمن مطبوعات
- انجمن داخله و بلدیه
- انجمن اقتصاد
- انجمن اداری
- انجمن سمع شکایات

## هیئت اداری
در این دوره مجلس نمایندگان اعضای هیئت رئیسه را انتخاب کردند.
رئیس: عبدالهادی خان داوی
معاون اول: عبدالرشید خان
معاون دوم: گل پاچا خان الفت
منشی اول: عبدالعظیم خان صافی
منشی دوم: محمد کبیر خان عبت
مأمور تحریرات: محمد داوود خان
کفیل مدیر تفتیش: حافظ محمد انور خان
مدیر کنترل: غلام دستگیر خان
سرکاتب اجرائیه: علی میرزا خان
مأمور اوراق: فیض محمد خان